# The Hardest Part
"The Hardest Part" é uma canção da banda inglesa de rock alternativo Coldplay. Foi escrita por todos os membros da banda para seu terceiro álbum de estúdio, X&Y.
Sua melodia começa com duas notas de piano, seguido com linhas de guitarra elétrica, que é companhado com um ritmo lento de percussão. Foi lançado em 3 de abril de 2006 como o quarto single de X&Y. A canção foi lançada no Reino Unido somente para as estações de rádio. Apareceu na Adult Contemporary, dos Estados Unidos, onde chegou na posição de número 37. "The Hardest Part" também alcançou ótimas posições nas paradas musicais da Itália e da Nova Zelândia.
A canção foi bem recebida pelos críticos. A faixa foi elogiada pelo seu estilo musical. O single foi lançado localmente em países como Canadá, Europa e Austrália; e foi lançada uma versão diferente em Taiwan. Foi lançada como um single promocional nos Estados Unidos e no Reino Unido. A versão internacional do single foi disponibilizado no Reino Unido em 19 de junho de 2006.

## Produção e composição
O single anterior de X&Y, "Talk", foi um tributo à banda alemã Kraftwerk; coincidentemente, "The Hardest Part" foi uma homenagem do Coldplay para a banda americana R.E.M.. Quando perguntado por que a música paga um tributo a vocalista do R.E.M., Michael Stipe, Chris Martin disse: "Perdi todo o respeito pela fama, mas eu não perdi todo o respeito pelo respeito. Então a única coisa grande sobre ser famoso é que eu consigo encontrar pessoas que eu respeito. Nossa relação é semelhante à de um cão e seu dono. Eu sempre vou olhar assim para ele." A banda sentiu que a faixa parecia com um single dos R.E.M.'s de 1991, "Losing My Religion". "The Hardest Part" foi deixado de fora da lista completa do álbum quando a banda enviou uma versão inicial do álbum para sua gravadora, Parlophone. A faixa, no entanto, foi incluída na edição final de X&Y . Quando perguntado sobre o significado da canção, Martin se refere a ela como uma "canção terrível com um bom vídeo". Ele não dá qualquer razão para esta afirmação, com exceção de uma breve explicação de como o vídeo foi gravado.
"The Hardest Part" apresenta uma balada ao som de um piano. A canção começa repetindo duas notas de piano riff, e apresenta uma instrumentação de uma guitarra monótona. Também inclui um ritmo lento de percussão. A faixa termina com a banda repetindo sua performance nos riffs.

## Lançamento

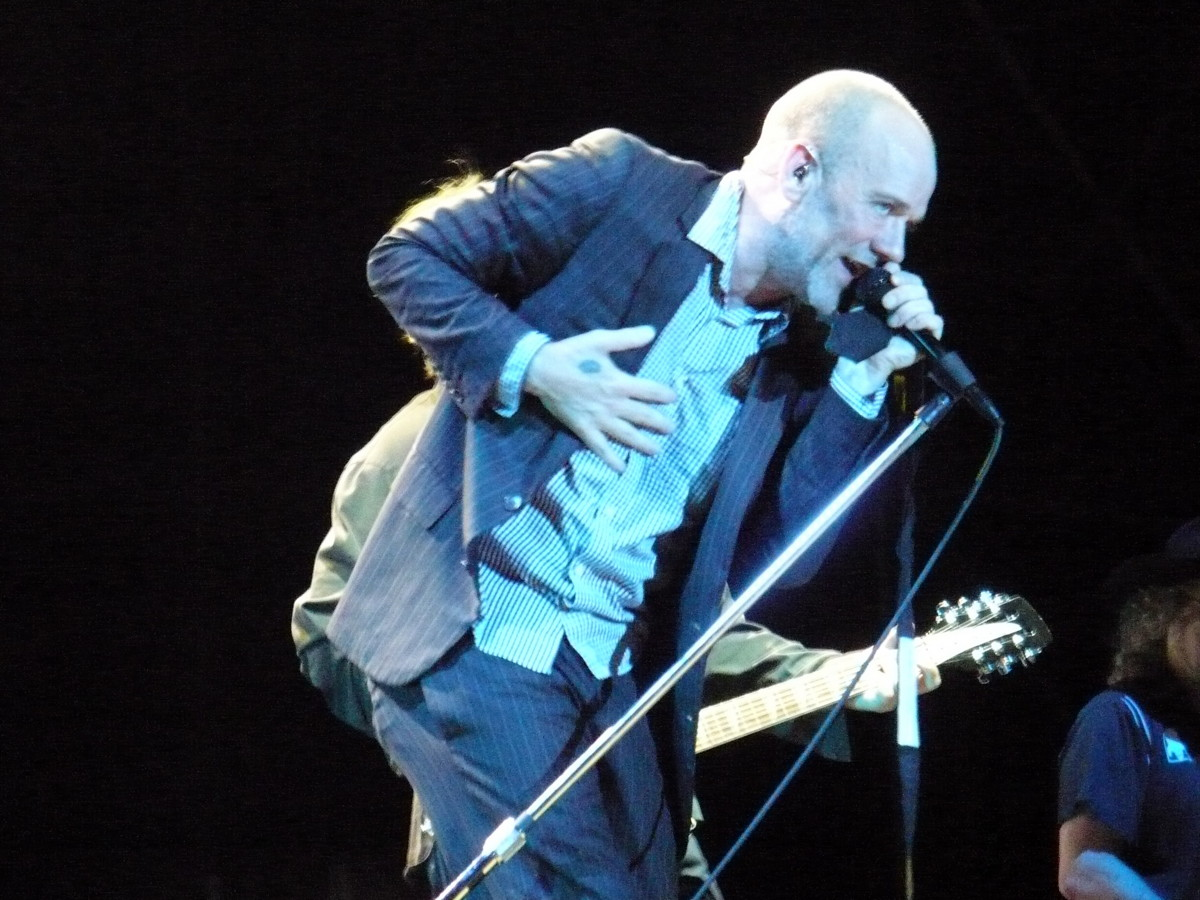
Michael Stipe, live in Naples, July 23, 2008

Coldplay lançou "The Hardest Part", nos EUA e no Reino Unido em 3 de abril de 2006 como o quarto single de seu terceiro álbum. O single apresenta um B-side, "How You See the World", gravado eu vivo no Earls Court. A versão internacional do single foi disponibilizado no Reino Unido em 19 de junho de 2006. O single foi lançado localmente em países como Canadá, Europa e Austrália; e foi lançada uma versão diferente em Taiwan. E foi lançado promocionalmente no RU e nos EUA. A faixa chegou na posição de número 37 na Adult Contemporary, dos Estados Unidos. A canção não foi lançada  oficialmente no Reino Unido, pois foi lançada somente para emissoras de rádio. O single alcançou uma ótima posição nas paradas italianas em 11 de maio de 2006, na posição de número 19, onde permaneceu por uma semana. Depois, a canção atingiu na Nova Zelândia a posição de número 34 em 21 de agosto de 2006.
Em 2009, uma versão ao vivo no piano de "The Hardest Part", apareceu no segundo álbum ao vivo do Coldplay LeftRightLeftRightLeft.

### Recepção
As críticas da canção foram positivas. Na revisão do álbum, o contribuinte David Browne da revista Entertainment Weekly escreveu que a canção "está impregnada do sentido de pesar e de desapego do que nós temos ouvido da banda antes, mas com adição de um músculo musical." Michael Hubbard do MusicOMH escreveu: "'A Message' e 'The Hardest Part' soam como peças companheiras, ambas são canções incríveis." A crítica Kelefa Sanneh da Rolling Stone notou que a música começa "menos atrativa enquanto vai longitudinalmente". Adrien Begrand do PopMatters escreveu que "The Hardest Part" é "uma fatia agradável de PNF do estilo pop de R.E.M.." Cameron Adams do jornal Herald Sun informou que a canção soava "como quando os the Smiths encontram os REM." David Cheal do jornal The Daily Telegraph notou, "...'The Hardest Part' é lindo, simples, acessível, e instantaneamente um pop-rock".

## Videoclipe
O vídeo da música "The Hardest Part" foi filmado em 3 de março de 2006, em São Petersburgo, Flórida. O vídeo utiliza imagens da série de televisão Attitudes, uma série transmitida pela rede de televisão Lifetime, a partir de 1985-1991. O vídeo é digitalmente aprimorado para parecer que o Coldplay está tocando a música ao lado do ato que aparece no palco. Os dançarinos no palco são Barbara Moseley, de 84 anos, e Gene Spencer, de 25, cuja performance foi filmada em 1990. A atriz americana Linda Dano, participou junto a Felicia Gallant, que fazia uma novela dos EUA, Another World, onde também foi destaque. O vídeo foi dirigido por Mary Wigmore.

## Presença em "Páginas da Vida Internacional"
A canção foi incluída na trilha sonora internacional da novela "Páginas da Vida", de Manoel Carlos, exibida pela TV Globo entre 2006/2007.

## Faixas
| CD Promocional |                    |         |  |
| N.º            | Título             | Duração |  |
| 1.             | "The Hardest Part" | 4:25    |  |

| CD Promocional Internacional |                                                  |         |  |
| N.º                          | Título                                           | Duração |  |
| 1.                           | "The Hardest Part"                               | 4:27    |  |
| 2.                           | "How You See the World" (Ao vivo no Earls Court) | 4:16    |  |

## Desempenho nas paradas musicais
| País/Parada (2006)                            | Melhor posição |
| --------------------------------------------- | -------------- |
| Austrália (ARIA)                              | 40             |
| Estados Unidos (Billboard Adult Contemporary) | 37             |
| Holanda (Dutch Top 40)                        | 25             |
| Itália (FIMI)                                 | 19             |
| Nova Zelândia (RIANZ)                         | 28             |
| Polônia (ZPAV)                                | 8              |